# Kongres (drama)
Kongres (COBISS) je drama Primoža Kozaka, ki jo je napisal leta 1968.

## Osebe
- Samson, rektor univerze
- Jakob, predstojnik Inštituta za fiziko
- Vincent, predsednik Univerzitetnega sveta, revolucionar in politik
- Just, sekretar Univerzitetnega sveta, politik
- Benjamin, pisatelj, politični aktivist
- Gabriel, docent filozofije
- Klement, znanstveni sodelavec Inštituta za biologijo
- Damjan, sociolog, zaposlen kot mizar
- Tereza, bivša Vincentova žena
- Katarina, Gabrielova partnerka
- Profesorji, poročevalci RTV in tiska

## Vsebina

### 1. dejanje
Na kongresu se je zlasti rektor Samson zavzel za to, da se univerzi vrne status raziskovanja in ustvarjalnosti ter se jo osvobodi podrejenosti sprotnim političnim potrebam.. Večina profesorjev je navdušenih, najbolj Gabriel, ki že načrtuje nov program za delo univerze. Vincent besni: to je upor zaslepljencev, ki skušajo zgodovino skreniti s prave poti in objektivno postajajo sovražniki! Ne bomo dopustili nobene iniciative razen naše, nobenih konceptov, razen naših! Policija začne zasliševati študente, enega od njih zaprejo. Gabriel divje protestira, študentje za zvečer napovejo zborovanje. Just, ki mu grozi nemilost, ker se je kongres v času Vincentove odsotnosti skuhal pod njegovo kapo, sklene Vincenta spodnesti. Ker ve, da Benjamin živi s Terezo in od nje dobiva denar, si ga zagotovi kot sodelavca. Od Tereze zve tudi za malverzacije, ki si jih je že po ločitvi dovolila pad Vincentovim imenom.

### 2. dejanje
Na zborovanju so Benjaminovi provokatorji s streli povzročili preplah, vse se je izrodilo v pretepe in nerede. Policija je močno dejavna, kriza se stopnjuje, Vincent zahteva izločitev Gabriela z univerze. Ko prideta Samson in Jakob posredovat za študente in Gabriela, jima Vincent odreče zaupanje in napove brutalne ukrepe na univerzi. Rektor na to poda ostavko in odide. Vincent, ki si takega škandala ne more dovoliti, pošlje za njim Benjamina, naj ga pregovori. Benjaminovo vlogo pa prevzame Just, profesorjem namigne, kaj Vincent namerava: če bo Samson vztrajal na ostavki, ga bo Vincent prehitel in sam zahteval na kongresu njegovo razrešitev. Vendar univerza sama odloča in če bi Vincenta preglasovali …

### 3. dejanje
Profesorji, ki so začutili, da jim je Vincent pretrdo stopil na glavo, ga res preglasujejo, kar je začetek  njegovega padca, ki ga Just dokončno zabetonira z odkritjem Terezinih malverzacij; Vincenta umaknejo, na njegovo mesto pride Just. Gabriel, prepričan v zmago, razvija vroče načrte o univerzi kot o središču kulturne akcije in kongresu, ki naj bo stalno telo, s kritiko in priporočili posegajoče v družbeno življenje. Klement je do njegove vizije skeptičen kot po navadi, Damjan pa se upre: ni šel zraven zato, da bo namesto Vincenta prenašal Justa, treba je akcijo radikalno nadaljevati v novo revolucijo! Oba prijatelja Damjanov poziv zgrožena odklonita, tako daleč nista pripravljena iti. Damjan jima zabrusi, da sta gnila, in ju zapusti. Medtem je Just dosegel Gabrielov suspenz, ta mu je maska, da je lahko po tihem odstranil Vincenta in ukrotil kongres, saj vajeti ne misli dati iz rok; nekaj z grožnjami, nekaj s korupcijo doseže, da se Gabriel zlomi in iz občutka nemoči pobegne od rektorja, ki vztraja, da bo pred kongresom zahteval revizijo Gabrielovega suspenza. Popusti tudi Jakob, ki si od politične otoplitve obeta boljši položaj tehnične inteligence. Toda Just jasno pove svoje stališče: oblast bo ostala v rokah politike, ta bo sproščala energijo človeških mas in bedela nad njo, znanost naj jo samo usmerja – univerza naj to vlogo vzame ali pusti. Samsonu se podre svet, čas je njegova načela popolnoma zavrgel, med profesorji pa se vse izrodi v medsebojno prerivanje in prepire.